# Cupimus Imprimis
Cupimus Imprimis (18 janeiro de 1952) é uma carta apostólica do Papa Pio XII a todos os fiéis na China em relação às suas perseguições e da perseguição da Igreja Católica.
Cupimus Imprimis exprime a grande admiração e amor do povo chinês. A religião foi estabelecida neste país em pleno reconhecimento dos costumes locais e da grandeza da cultura e da sociedade chinesa. Por isso, o Papa entristece-se ao saber que a Igreja Católica é acusada falsamente pelo regime comunista como sendo inimiga do povo. O ensino da Igreja enquadra-se em todas as sociedades, que respeitam a justiça, a liberdade e o amor fraterno. O Papa expressa a sua admiração pela coragem dos cristãos chineses, que são admirados em todo o mundo. O que está em jogo é Deus, que ele possa ouvir todas as orações e, em sua bondade, consolar, dando à China e à Igreja paz e tranquilidade novamente. Que ele possa convencer aqueles que a atacam hoje, que a Igreja não tem objetivos terrestres, mas celestiais.
Referindo-se às recentes conquistas chinesas, continua o Papa Pio, há pessoas cujo objetivo principal é conquistar o poder e expandi-lo todos os dias. A Igreja, por outro lado, ensina todos os dias a verdade de Jesus Cristo, que converte os corações no amor fraternal e no engajamento social pelos pobres e necessitados da sociedade. A Igreja não obedece a nenhum poder terreno, ela não prefere uma sociedade ou raça sobre outras, mas ama a todos igualmente. Os missionários que vieram de terras estrangeiras para a China não são agentes de potências estrangeiras, mas mensageiros por enquanto. O papa Pio continua a enumerar as medidas tomadas por ele e pela Santa Sé para criar hierarquias chinesas e aponta para o primeiro cardeal da China.
Todas as pessoas de mente justa percebem, que as religiosas, trabalhando todos os dias nos numerosos infantários, escolas, hospitais e orfanatos não são agentes, mas seguem o chamamento de Deus. A Igreja envolve-se em todas estas atividades sociais, fiel aos ensinamentos do seu fundador. Tudo o que ela precisa é de liberdade. As acusações falsas devem ser feitas com um grão de sal e coragem. O próprio Cristo proclamou que as portas do inferno nunca derrotarão a sua Igreja. "Estou convosco todos os dias até ao fim do mundo". 
Durante séculos, a Igreja teve que sofrer terríveis perseguições na China. A terra chinesa está vermelha com o sangue dos mártires cristãos. Tudo humano, alegria, dor, sofrimento, desamparo e poder desaparecerão. A Igreja continuará com todas as provações terrenas até o fim dos tempos. Ela sempre estará sob ataque, mas nunca será derrotada. Portanto, os fiéis chineses devem ser corajosos e confiantes. A paz e a liberdade também chegarão ao povo da China. Que os grandes santos e mártires chineses e a mais abençoada Virgem Maria, a Rainha da China, forneçam força, coragem e assistência. O Papa conclui com calorosas saudações e a Bênção Apostólica. 